# 8 Gwardyjski Korpus Pancerny

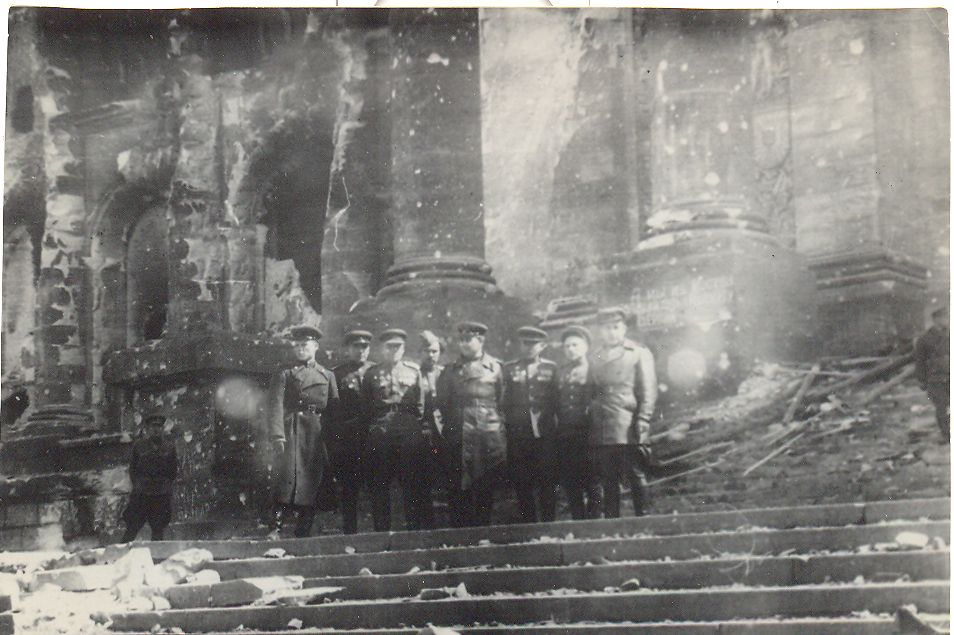
Oficerowie 8 Gwardyjskiego Korpusu Pancernego przed budynkiem Reichstagu w Berlinie.

8 Gwardyjski Korpus Pancerny odznaczony Orderem Czerwonego Sztandaru (ros. 8-й гвардейский танковый Краснознамённый корпус) – jednostka pancerna Armii Czerwonej z okresu II wojny światowej.

## Historia
8 Gwardyjski Korpus Pancerny powstał w 1943, na bazie 2 Korpusu Pancernego. Uczestnicząc w walkach przeciw armii niemieckiej na terenach Związku Radzieckiego i ziemiach polskich, wchodził w skład 2 Armii Pancernej, 2 Armii Uderzeniowej i 70 Armii. Korpus uczestniczył w walkach o zdobycie m.in.: Lublina, Garwolina, Kołbieli, Ciechanowa, Ornety, Pieniężna i Starogardu Gdańskiego. Szlak bojowy zakończył 10 czerwca 1945 na terytorium III Rzeszy, w rejonie Prenzlau.

## Dowództwo korpusu
Dowódcy:
- gen. por. Aleksiej Popow (19.09.1943 - 09.05.1945)

Szefowie sztabu:
- gen. mjr Wasylij Koszelew (19.09.1943 - 09.05.1945)[6]

## Struktura organizacyjna
- 58 Gwardyjska Brygada Pancerna
- 59 Gwardyjska Brygada Pancerna
- 60 Gwardyjska Brygada Pancerna[7].